# Rocchetta Ligure
Rocchetta Ligure är en ort och kommun i provinsen Alessandria i regionen Piemonte i Italien. Kommunen hade 212 invånare (2018).